# Ophryotrocha baccii
Ophryotrocha baccii är en ringmaskart som beskrevs av Parenti 1961. Ophryotrocha baccii ingår i släktet Ophryotrocha och familjen Dorvilleidae. Inga underarter finns listade i Catalogue of Life.